# Elachistodon westermanni
Elachistodon westermanni је гмизавац из реда Squamata и фамилије Colubridae.

## Угроженост
Подаци о распрострањености ове врсте су недовољни.

## Распрострањење
Врста има станиште у Бангладешу, Индији и Непалу.